# Candedo (Vinhais)
Candedo es una freguesia portuguesa del municipio de Vinhais, con 22,23 km² de superficie y 401 habitantes (2001). Su densidad de población es de 18,0 hab/km².